# Raková (Slovacchia)
Raková (in ungherese Trencsénrákó) è un comune della Slovacchia facente parte del distretto di Čadca, nella regione di Žilina.
Il villaggio fu citato per la prima volta in un documento storico nel 1658.
Ha dato i natali al drammaturgo Ján Palárik e in suo onore ogni anno vi si tiene il festival teatrale Paláriková Raková, la cui prima edizione risale al 1968.